# 大船山 (大分県)
大船山（たいせんざん）は、大分県竹田市（旧久住町）にあり、九重連山を形成する火山のひとつである。標高1,786m。

## 概要

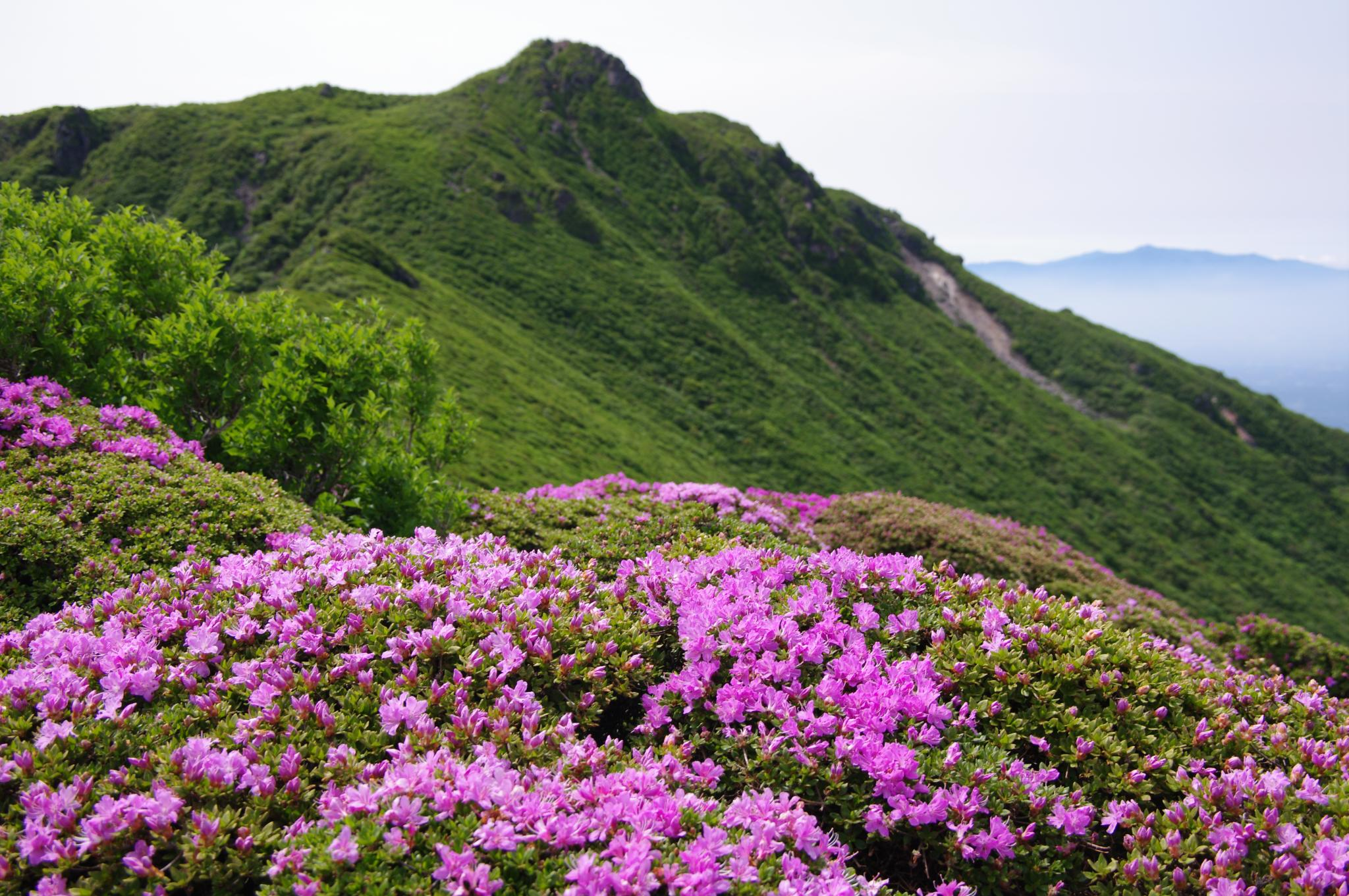
大船山のミヤマキリシマ

北大船山などとともに九重連山の東部に大船山系と呼ばれる山塊をなし、坊ガツルを挟んで西側の久住山、三俣山等からなる久住山系と対峙する。標高もほぼ同じ久住山等と並ぶ九重連山の主要峰のひとつであり、九重連山の山開きは久住山と大船山で交互に行われている。
頂上近くには御池（おいけ）、米窪、段原の3つの火口跡があり、このうち御池は円形の火口湖となっている。
山腹にはミヤマキリシマの群落が見られ、「大船山のミヤマキリシマ群落」として国の天然記念物に指定されている。

## 史跡

### 入山公墓
大船山中腹の標高約1,400mには岡藩3代藩主である中川久清（号は入山公）の墓である入山公墓があり、「岡藩主中川家墓所」の一部として1997年に国の史跡に指定されている。

## ギャラリー

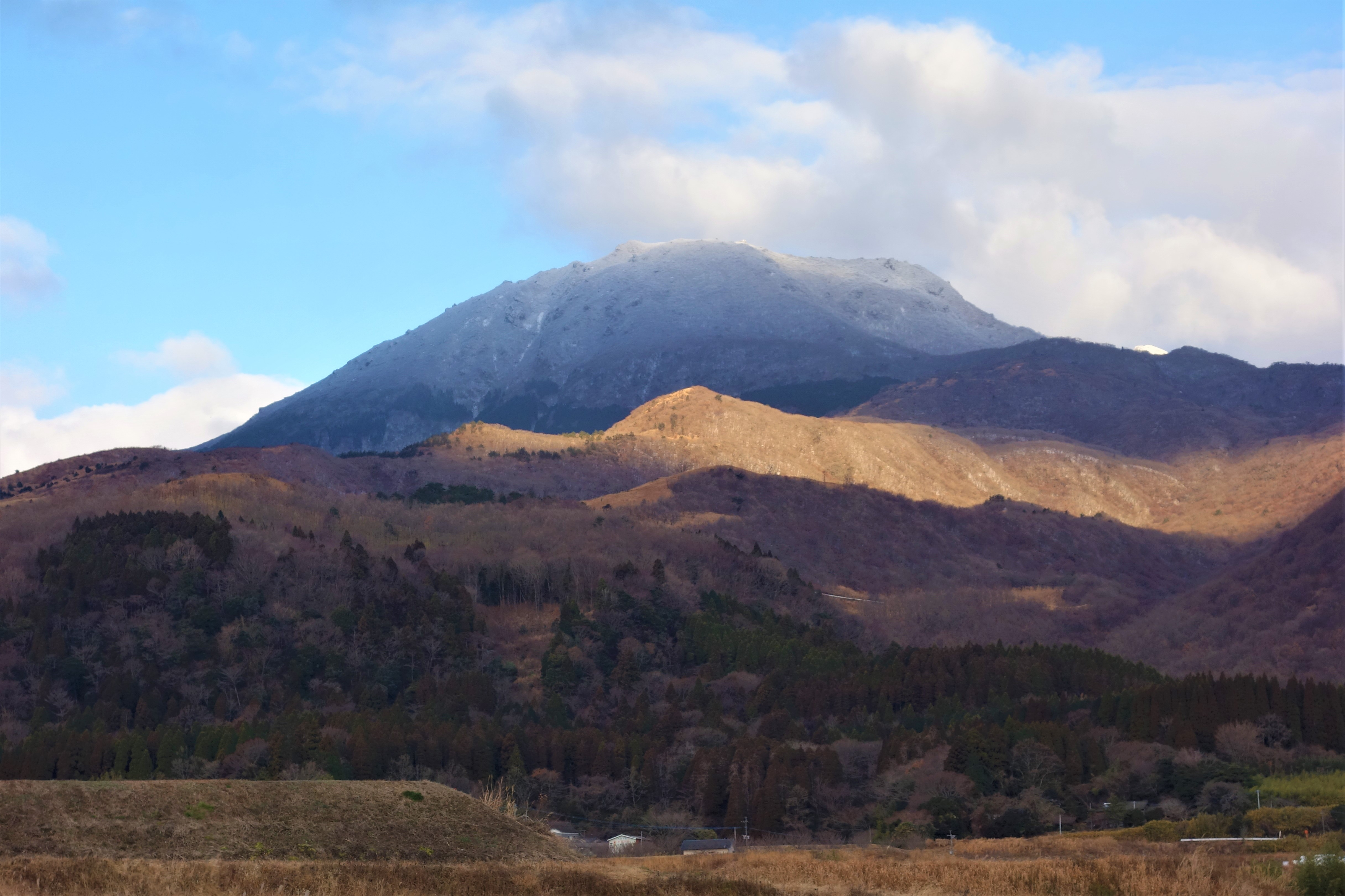
山麓から見た大船山
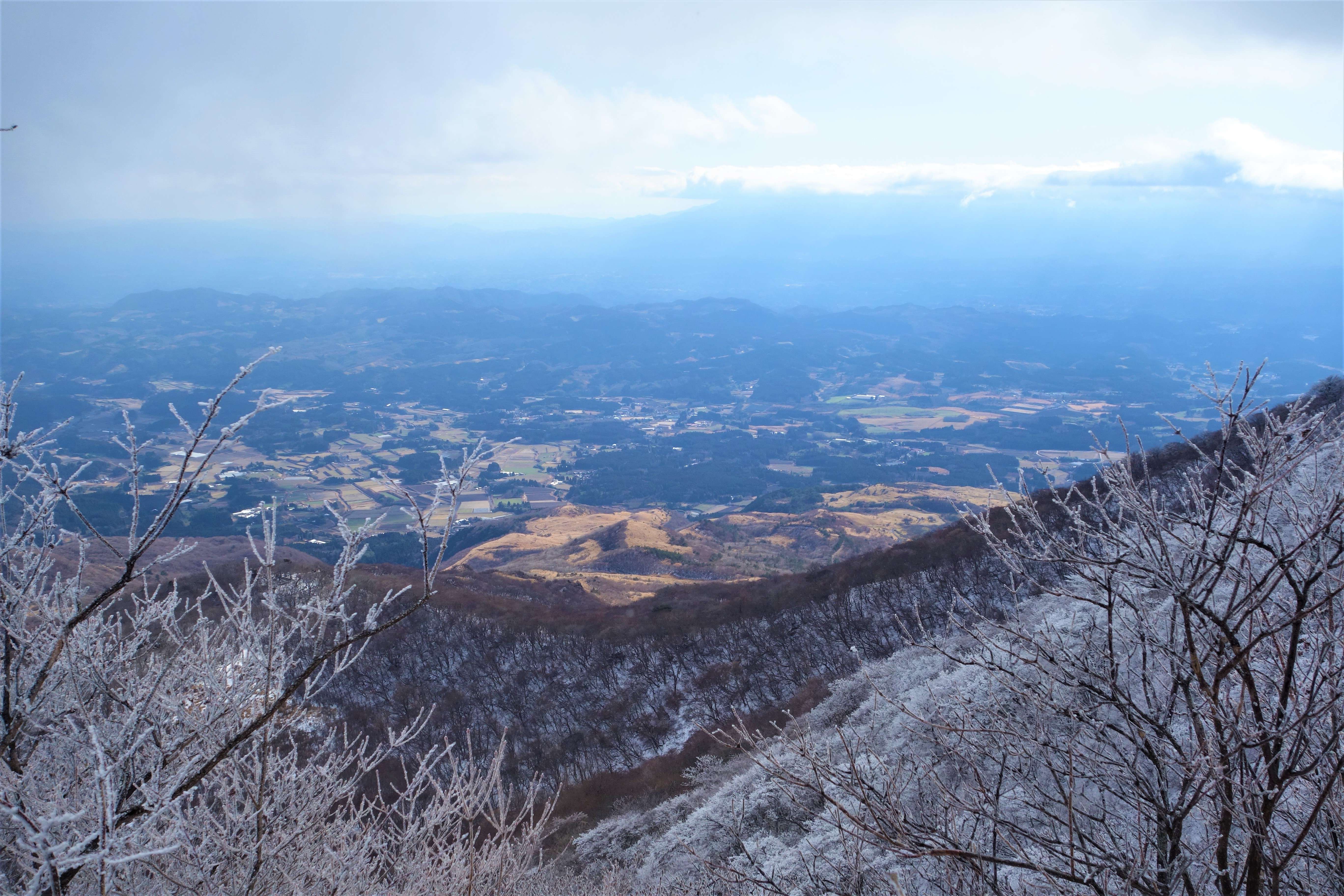
山麓（竹田市内）を見下ろす
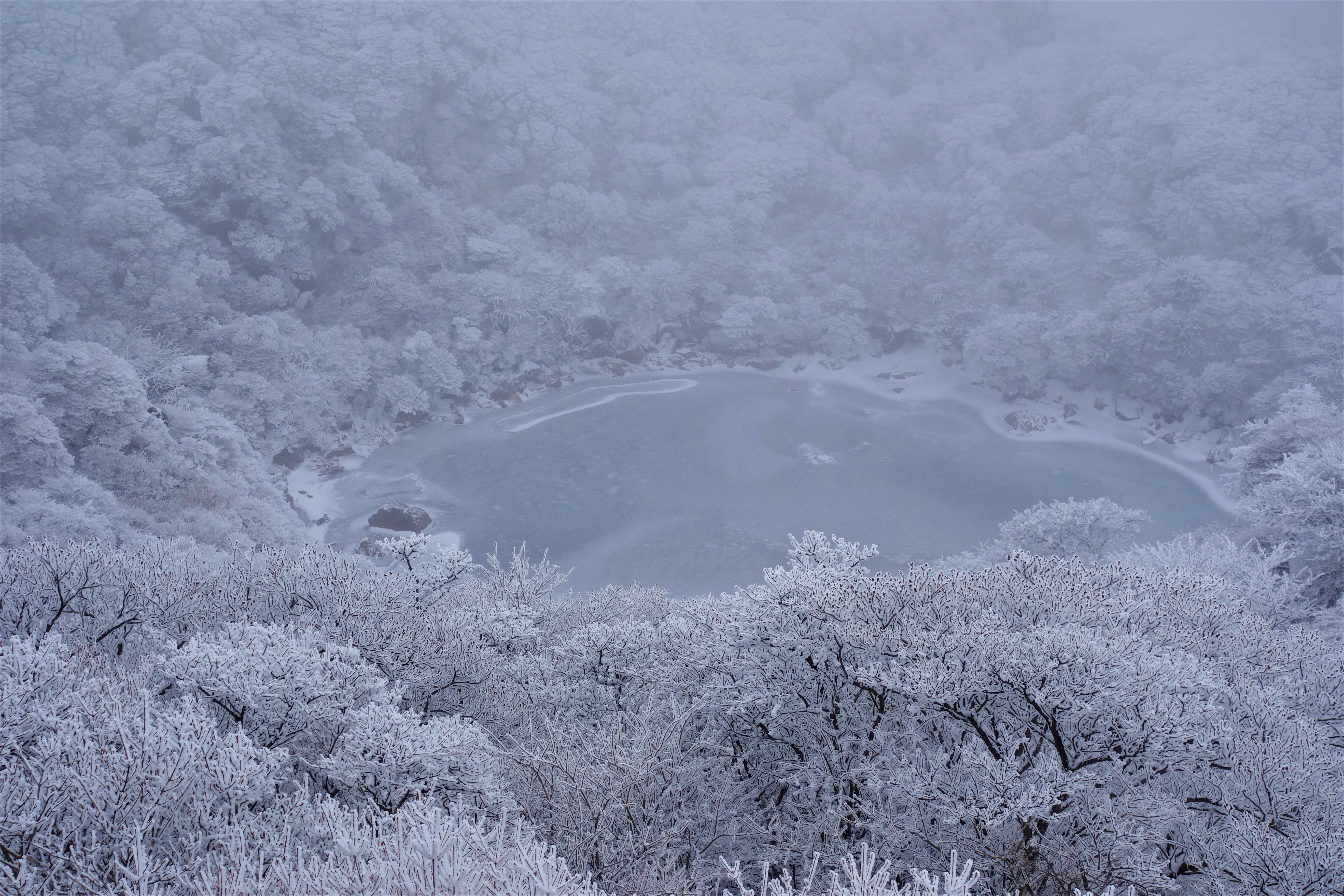
大船山山頂直下の御池
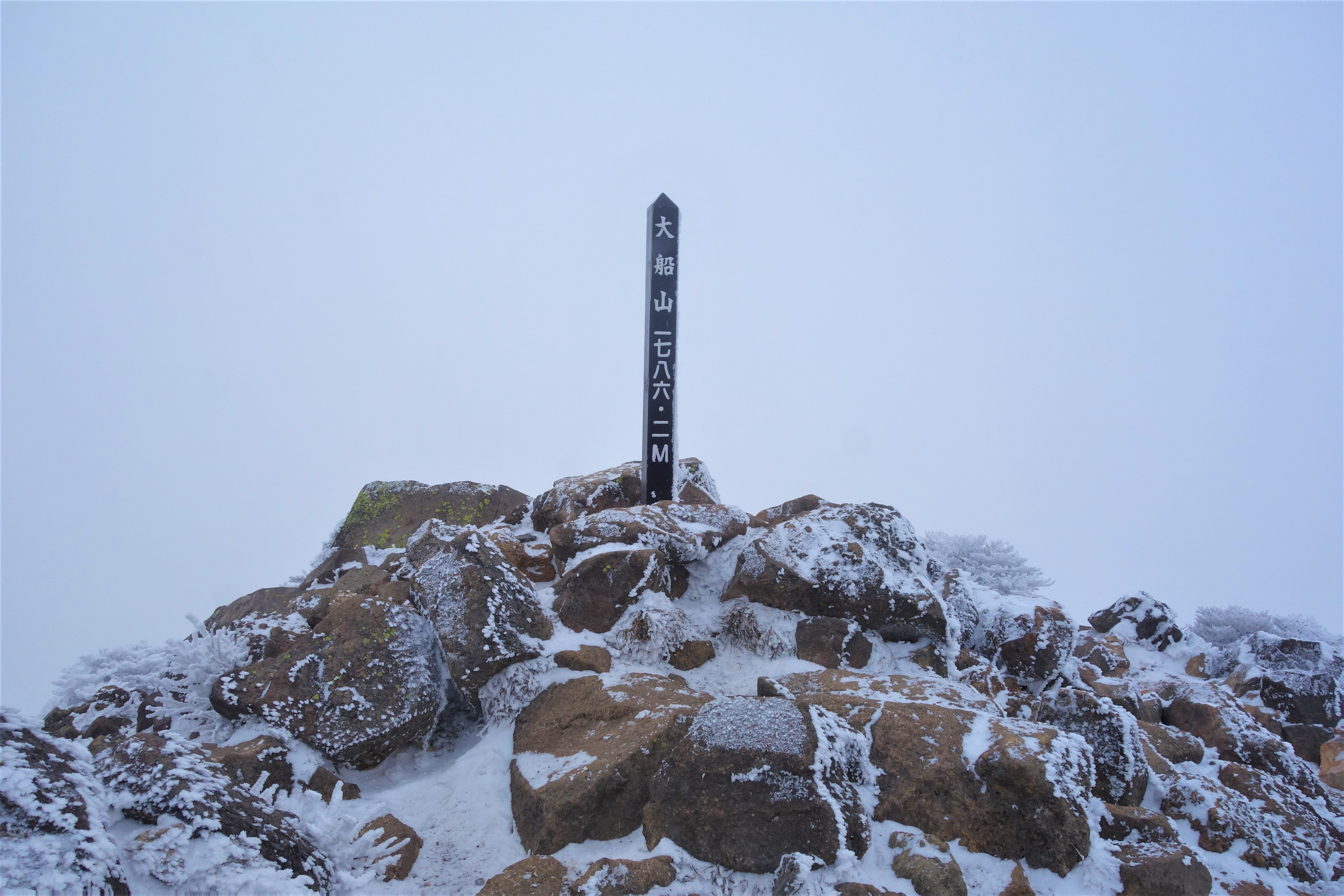
大船山山頂